# Костовка
Костовка — река в России, протекает по Удомельскому району Тверской области.
Река Костовка берёт начало восточнее деревни Каменец. Впадает в Опховицу неподалёку от деревни Щербаки. Согласно топографическим картам, Костовка — правый приток Опховицы. Согласно данным водного реестра, устье реки находится в 5,9 км по левому берегу реки Опховица. Длина реки составляет 11 км.

## Данные водного реестра
По данным государственного водного реестра России относится к Верхневолжскому бассейновому округу, водохозяйственный участок реки — Молога от истока и до устья, речной подбассейн реки — Реки бассейна Рыбинского водохранилища. Речной бассейн реки — (Верхняя) Волга до Куйбышевского водохранилища (без бассейна Оки).
Код объекта в государственном водном реестре — 08010200112110000006016.